# 943 Begonia
943 Begonia è un asteroide della fascia principale del diametro medio di circa 69,21 km. Scoperto nel 1920, presenta un'orbita caratterizzata da un semiasse maggiore pari a 3,1202594 UA e da un'eccentricità di 0,2093395, inclinata di 12,10257° rispetto all'eclittica.
Il suo nome fa riferimento al genere Begonia, che comprende circa un migliaio di specie di piante spesso coltivate in vaso come ornamentali.